# Съезд народных депутатов Дагестанской АССР
Съезд народных депутатов Дагестанской Советской Социалистической Республики (до 14 мая 1991 года — Съезд народных депутатов ДАССР) — высший орган государственной власти Дагестанской АССР в 1990—1991 гг.
Был учреждён в соответствии с поправками к Конституции ДАССР, принятыми Верховным Советом ДАССР на 12-й сессии XI созыва 3 ноября 1989 года. Избирался на основе всеобщего, равного и прямого избирательного права при тайном голосовании сроком на 5 лет.
Первый и единственный состав народных депутатов Дагестана был избран 4 марта 1990 года, созван на I съезд 24 апреля того же года. Всего состоялось 4 съезда (I—II — 1990, III—V — 1991).

## Полномочия Съезда
Согласно редакции Конституции ДАССР от 3 ноября 1989 года, Съезд объявлялся высшим органом государственной власти Дагестанской АССР, который был правомочен принять к своему рассмотрению и решить любой вопрос, отнесенный к ведению Дагестанской АССР. К исключительному ведению Съезда народных депутатов Дагестанской АССР относилось: 
- принятие Конституции Дагестанской АССР, внесение в нее изменений и дополнений;
- принятие решений по вопросам национально-государственного устройства, отнесенным к ведению ДАССР;
- решение вопросов об изменении границ Дагестанской АССР с другими союзными и автономными республиками, краями и внесение их на утверждение Съезда народных депутатов РСФСР;
- рассмотрение вопросов об изменении государственной территории Дагестанской АССР;
- утверждение перспективных государственных планов и важнейших республиканских программ экономического и социального развития;
- избрание Верховного Совета ДАССР;
- избрание Председателя Верховного Совета Дагестанской АССР;
- избрание первого заместителя и заместителя Председателя Верховного Совета Дагестанской АССР;
- утверждение Председателя Совета Министров Дагестанской АССР;
- утверждение Председателя Комитета народного контроля Дагестанской АССР, Председателя Верховного суда Дагестанской АССР;
- Главного государственного арбитра Дагестанской АССР;
- избрание Комитета конституционного надзора Дагестанской АССР;
- отмена актов, принятых Верховным Советом Дагестанской АССР;
- принятие решений о проведении народного голосования (референдума);
- осуществление законодательной инициативы на Съезде Народных депутатов РСФСР и в Верховном Совете РСФСР.

Съезд народных депутатов Дагестанской АССР принимал законы и постановления большинством голосов от общего числа народных депутатов Дагестанской АССР.

## История
- 1989 год
  - 3 ноября — Верховным Советом ДАССР приняты поправки к Конституции ДАССР, которыми был учреждён Съезд народных депутатов.
- 1990 год
  - 4 марта — выборы народных депутатов ДАССР.
  - 24—27 апреля — I Съезд народных депутатов ДАССР.  Принял автономной констуция Дагестан
  - 24 апреля — председателем Верховного Совета — высшим должностным лицом ДАССР — избран М.М. Магомедов.
  - 14—21 ноября — II Съезд народных депутатов ДАССР.
- 1991 год
  - 12-17 мая — III Съезд народных депутатов ДАССР (1 этап)
  - 13 мая — принято Постановление "О государственном статусе Дагестанской АССР". Дагестан провозглашался равноправным участником Федеративного и Союзного Договора, подтверждал своё нахождение в составе России.
  - 23-24 июля — III Съезд народных депутатов ДССР (2 этап)[4]
  - 23 июля — принято Постановление "О практических мерах по выполнению решений Съездов народных депутатов Дагестанской ССР и реализации Закона РСФСР «О реабилитации репрессированных народов»". Чеченцы-аккинцы признаны репрессированным народом в Дагестаной ССР. Съезд предписал начать процесс их реабилитации и восстановления Ауховского района.
  - 16-17 сентября — IV Съезд народных депутатов ДССР.
  - 17 сентября — Съезд был упразднен в связи с принятыми поправки в Конституцию (Основной закон) Дагестанской ССР. 226 народных депутатов стали членами Верховного Совета ДССР, вновь наделённого функциями высшего органами государственной власти в республике.

## Съезды народных депутатов

### I Съезд народных депутатов ДАССР
24–27 апреля 1990
Был образован Верховный Совет ДАССР — постоянно действующий законодательный орган республики — в составе из 56 человек. На Съезде был также переизбран Председатель Верховного Совета. Им стал Магомедали Магомедович Магомедов, занимавший должность Председателя Президиума Верховного совета Дагестанской АССР с августа 1987 года.

### II Съезд народных депутатов ДАССР
14 — 21 ноября 1990
Съезд отказался принять декларацию о суверенитете Дагестана, опубликованную ранее, 2 октября, посчитав это нецелесообразным в тот момент. Согласно мнению Э. Кисриева, публикация проекта Декларации, содержавшую положения о реализации прав народов Дагестана на самоопределение, подтолкнули ногайцев и кумыков к созданию своих республик. Опасаясь волны суверенизации остальных народов Дагестана, Съезд не решился принять 15 ноября Декларацию.

### III Съезд народных депутатов ДССР
12-17 мая, 23-24 июля 1991
На 1 этапе Съезде были приняты постановление "О государственном статусе Дагестанской АССР", а также постановления, подтверждавшие стремление Дагестана быть равноправным участником Союзного и Федеративного договоров.
Из-за нестабильной ситуации в республике проведение Съезда пришлось прервать 17 мая. 2 этап прошёл 23-24 июля. Тогда было принято постановление, положившее начало процессу реабилитации чеченцев-аккинцев.

### IV Съезд народных депутатов ДССР
16-17 сентября 1991
На Съезде 17 сентября был принят закон о поправках в Конституцию республики. В соответствии с ними Съезд народных депутатов ДССР был преобразован в Верховный Совет ДССР. Вместе с этим ему переходили все функции и полномочия Съезда. Верховный Совет ДССР вновь стал высшим, постоянно действующим законодательным, распорядительным и контролирующим органом государственной власти в Дагестане.
Кроме этого, на Съезде по требованию, в первую очередь оппозиционных националистических сил, были поставлены также вопросы "О референдуме" и "О досрочных выборах народных депутатов ДССР".
Вслед за Москвой были приняты решения: "О прекращении деятельности организационных структур и политических партий, других общественных объединений и движений в органах власти и управления", "О мерах по выполнению Указов Президента РСФСР о приостановлении деятельности Компартии РСФСР".

## Последовавшие события
Верховный Совет Дагестана был высшим органом власти республики взаимен Съезда до 1994 года, когда была принята новая Конституция Республики Дагестан. После этого он был преобразован в Народное Собрание Республики Дагестан, обеспечивая разделение властей в республики.